# 教光院如春尼
教光院如春尼（1544年—1598年2月21日）是日本戰國時代後期至安土桃山時代的女性。本願寺第11世顯如的妻室。左大臣三條公賴的三女。實名不詳。兒子有教如、顯尊（興正寺門主）、准如。另有一女（早逝）。

## 生平
在天文13年（1544年）出生。有2個姐姐，一人是細川晴元的夫人，另一人是武田信玄的正室三條夫人，與2個姐姐的年齡相差15歲以上，而兩人在此時都已經出嫁。在出生的這年，成為長姐的丈夫細川晴元的養女，並與本願寺第10世証如的兒子茶茶丸（顯如）建立婚約。
弘治3年（1557年）4月17日，以14歲之齡成為六角義賢的猶子並與顯如結婚，從京都乘船進入石山本願寺。翌年（1558年），以15歲之齡誕下長男教如。本願寺從元龜元年（1570年）開始與織田信長鬥爭，被一向一揆支持並展開長達10年的戰鬥（石山合戰）。天正5年（1577年），以34歲之齡誕下三男准如。
天正8年（1580年）3月，本願寺與信長之間成立和議，4月9日，與顯如一同離開石山本願寺，轉移至紀伊鷺森御坊，不過留在石山本願寺的長男教如，與對退出感到不滿的信徒一同顯出抵抗姿態並籠城，結果，教如在8月2日離開石山本願寺，但是因為教如在籠城時自稱繼承顯如成為宗主，於是令父子之間不和，顯如與教如斷絕關係。教如一時間進入鷺森，不過不能與顯如見面，於是在東海、北陸流浪。天正10年（1582年）6月，顯如與教如回復關係，教如亦與顯如一同居住並處理寺務。此後因為豐臣秀吉的政策，本願寺移至和泉貝塚、攝津大坂的天滿，天正19年（1591年），移至京都的七條、烏丸（西本願寺）。
天正20年（1592年）11月24日，顯如死去。翌日，以光永寺明春為戒師而薙髪，法名是如春、教光院。本願寺宗主由長男教如繼承。
不過在此時向秀吉出示顯如寫下的『留守職讓狀』，申告應該跟從顯如的遺言，令三男准如繼職，秀吉同意。文祿2年（1593年）閏9月12日，把教如傳召至大坂，向其下達10年後要把本願寺宗主之位讓予弟弟准如的令旨。此時教如示出的「十一條」（十一か条）中，舉出石山本願寺籠城的事等，還有在「當門主（教如）妻女之事」（当門主妻女ノ事）中，提出如春尼與教如的妻子教壽院不和的事。對於這個命令，教如周圍的坊官向秀吉提出異議，於是觸怒秀吉，教如被下令即時退隱，同年閏9月16日，准如繼承本願寺宗主並成為第12世。教如被迫退隱到本願寺東北的一角。
在慶長3年（1598年）死去。享年55歲。